# Природно-экологический музей (Полоцк)
Природно-экологический музей (бел. Прыродна-экалагічны музей) ставит своей целью экологическое просвещение населения.

## История
Музей был открыт в 2006 году в помещении бывшей водонапорной башни, построенной в 1953 году. Музей является филиалом Национального Полоцкого историко-культурного музея заповедника.

## Концепция
Винтовая лестница, сконструированная в центре здания музея, символизирует Древо Жизни, путешествие по которому позволяет нам заглянуть в различные «миры» природы и экологии.

## Экспозиция
Экспозиция музея разместилась в здании бывшей водонапорной башни. Высота строения 32,7 м, диаметр 8 м. Экспозиционная площадь 300 м², экспонируется более 1 000 предметов. Экспозиционная площадь составляет 300 м² и поделена на четыре экспозиционные уровня.